# 二氟化氮
二氟化氮, 又称二氟氨基自由基，是一种自由基，化学式 NF2•。这个小分子和它的二聚体四氟肼存在平衡。
N2F4 ⇌ 2 NF2•
其中，温度越高， NF2• 的含量就越多（与二氧化氮一样）。
这种分子有奇数个电子，也足够稳定到可以在实验上研究。

## 性质
断裂N
2F
4的N–N键需要20.8 kcal/mol（87 kJ/mol）的能量。作为比较，N
2O
4的N–N键能为14.6 kcal/mol（61 kJ/mol）、N
2O
2中为10.2 kcal/mol（43 kJ/mol），N
2H
4中则为60 kcal/mol（250 kJ/mol）。N
2F
4的标准生成焓（ΔHf）是8.227 kcal/mol（34.421 kJ/mol）。
在室温下，只有0.7%的N
2F
4会离解成NF
2。到了225 °C，99%的N
2F
4都会离解成NF
2。
NF
2的N–F键长为1.3494 Å，F–N–F键角为103.33°。

## 用处
二氟化氮是产生一氟化氙激发态激光的中间产物。三氟化氮是激光的制备原料，当三氟化氮被电子撞击时，会产生二氟化氮自由基和自由的氟离子:
NF3 + e− → NF2 + F−
自由氟离子会和氙阳离子反应。
二氟化氮可以继续反应，生成一氟化氮和氟离子：
NF2• + e− → NF + F−

## 扩展阅读
- Goodfriend, P.L.; Woods, H.P. . Journal of Molecular Spectroscopy. January 1964, 13 (1–4): 63–66. Bibcode:1964JMoSp..13...63G. doi:10.1016/0022-2852(64)90055-4.
- Jacox, Marilyn E.; Milligan, Dolphus E.; Guillory, William A.; Smith, Jerry J. . Journal of Molecular Spectroscopy. August 1974, 52 (2): 322–327. Bibcode:1974JMoSp..52..322J. doi:10.1016/0022-2852(74)90122-2.
- Heidner, R. F.; Helvajian, Henry; Koffend, J. Brooke. . The Journal of Chemical Physics. August 1987, 87 (3): 1520–1524. Bibcode:1987JChPh..87.1520H. doi:10.1063/1.453262.[]
- Papakondylis, Aristotle; Mavridis, Aristides.  (PDF). Chemical Physics Letters. December 1993, 216 (1–2): 167–172  [2020-06-23]. Bibcode:1993CPL...216..167P. doi:10.1016/0009-2614(93)E1254-E. （原始内容存档 (PDF)于2017-08-14）. （页面存档备份，存于）
- Cai, Z.-L.; Sha, G.-H.; Zhang, C.-H.; Huang, M.-B. . Chemical Physics Letters. March 1991, 178 (2–3): 273–278. Bibcode:1991CPL...178..273C. doi:10.1016/0009-2614(91)87068-M.